# Сендбординг
Сендбординг је спорт који подразумева вожњу сноуборда по пешчаним динама или насипима у каменоломима, уместо по снежним планинама. Уобичајено у земљама где постоје пустињске пешчане области или приобална подручја са пешчаним динама.
Као и у сноуборду, неки спортисти причвршћују своја стопала за даске које возе користећи посебне траке, док други радије користе даске без њих. За разлику од ски везова, скоро сви сноуборд везови су дизајнирани тако да се не олабаве ако падну. Фиксни положај стопала смањује повреде.
Сандборд је распрострањен у много мањем обиму од сноуборда, јер је прилично тешко произвести и инсталирати ски лифт који би могао успешно да ради у пешчаним динама. Из тих разлога, спортисти се или пењу на дине пешке ради накнадног скијања, или користе неку врсту возила у ту сврху, на пример, џипове или теренска возила. С друге стране, пешчане дине се могу скијати током целе године, док се снежне падине могу скијати само током одређене сезоне.

## Опрема
Даске за сноуборд се могу користити за сандбоард, али се за овај спорт праве посебне, много издржљивије даске. Даске за клизање на не баш великим и стрмим динама обично се праве од отпадног тврдог дрвета. Професионалне плоче су направљене од доброг дрвета, фибергласа и композитне пластике. За боље клизање, основа плоче се утрља воском и парафином. Званични светски брзински рекорд за сандбоардинг, уписан у Гинисову књигу рекорда, износи 82 км/х, незванични 97 км/х.

## Широм света

### Сандбоардинг у Аустралији
Сандбоардинг је веома чест у Аустралији. Најпопуларнија места:
- Пустиња острва Кенгур у Јужној Аустралији је систем пешчаних дина који покрива око два квадратна километра. Највиша дина је око 70 метара надморске висине.
- Лаки Беј, отприлике 30 км јужно од Калбарија, у западној Аустралији.

Пешчане дине плаже Стоктон, које се налазе северно од Сиднеја. Систем дина Стоктон Бич је широк до један километар, дугачак 32 километра и покрива површину од преко 4.200 хектара. Масивне пешчане дине уздижу се до висине до 40 метара. Пешчане дине се налазе близу центра залива Нелсон и представљају највећи систем пешчаних дина у Аустралији.

### Сандбоардинг у Египту
Египат се сматра родним местом сандбоардинга. Пешчана места у Египту укључују: Велико пешчано море (близу оазе Сива у западној пустињи Египта), пешчане дине Катанија (1,5 сати вожње од Каира), Ел Сафру и дине између града Дахаба и Манастира Свете Катарине на гори Синај.

### Сандбоардинг у САД
Санд Мастер Парк, који се налази у Фиренци, Орегон, САД, је сандбоард парк са 40 хектара (160.000 квадратних метара) пешчаних дина. Дуне Ридерс Интернатионал је управно тело међународног аматерског и професионалног такмичења у сандбоардингу широм света и сваке године је домаћин међународних турнира у Санд Мастер Парку. Сандбоардинг се такође практикује у Националном парку и резервату Греат Санд Дунес у близини Аламосе, Колорадо.

### Сандбоардинг у Јужној Америци
Перу је познат по великим пешчаним динама у Ици, величине до 2 км. Дуне Гранде у Иуки је највећа пешчана дина на свету.
У Чилеу, сандбоардинг се практикује на северу земље, укључујући дине Меданос у Копијапоу (дом релија Дакар), плажу Пуерто Вијехо у Калдери, дине у Икикеу и близу Виња дел Мар.

### Сандбоардинг у Централној Америци
Церо Негро у Никарагви је најмлађи вулкан у Централној Америци. Пошто има стрме падине и вулкански песак, активно се користи за сандбоардинг.

### Сандбоардинг у Европи
Монте Каолино у Хиршауу (Немачка), мала пешчана планина опремљена 120 метара жичаре до врха. Ова планина је домаћин годишњег светског првенства у сандбордингу.
Такође у Европи, популарно место је Амотин (мала пустиња пет километара од села Каталаккос на острву Лемнос, Грчка).

### Сандбоардинг у Великој Британији
Друга највећа пешчана дина у Европи налази се у близини села Мертхир Мавр у Велсу (близу Бриџенда). Холивел (Цорнвал) се такође користи за сандбординг.

## Догађаји
Светско првенство у сандбордингу (СВЦ) одржава се сваке године у Хиршауу (до 2007.), Немачка, у Монте Цаолину, где се тренутно налази највећа пешчана брда у Европи. Учесници се могу попети на врх дине, која је висока преко 300 стопа (91 м) и спустити се до подножја брда. Монте Каолино има једини пешчани лифт на свету.
Санд Мастер Јам је годишње такмичење у сандбордингу које се одржава у Фиренци, Орегон у Санд Мастер Парку. Овај догађај се дешава крајем пролећа или почетком лета. Санд Мастер Јам се одржава од 1996. године.
Пан-Америцан Сандбоард Челинџ је такмичење које се одржава у јулу у Акиразу, Сеара, Бразил, на плажи Праинха. Аматери и професионалци се овде такмиче у слободном стилу и скоковима.
Санд Спортс Супер Шоу је годишње такмичење за све спортове на песку, укључујући и сандбординг. Овај тродневни догађај одржава се у септембру у Коста Меси у Калифорнији на сајму округа Оринџ.
Санд Спирит је годишње такмичење које се одржава у Монте Каолину у Немачкој.